# Aralsøen
Aralsøen var en sø i det centrale Asien mellem Kasakhstan og Usbekistan. Den er nu opsplittet i 3 Nord-Aralsøen, Vest-Aralsøen og Barsakelmessøen ind imellem.
Aral var tidligere verdens fjerdestørste sø med et areal på omkring 68.000 km², men siden 1960'erne er søens areal decimeret på grund af en omfattende afvanding til landbrug i området ved at vende de tilstrømmende floder Syr Darya og Amu Darya for at gøre bomuldsdyrkning muligt. 

## Miljøkatastrofe
Konsekvensen af indtørringen har været en miljøkatastrofe af enormt omfang. Ikke bare er livsgrundlaget for den lokale befolkning ødelagt, men den indtørrede søbund er forurenet med kemikalier som kunstgødning og pesticider, der er et sundhedsproblem, der spredes med vinden.
Indtørringen har bl.a. medført en stærk stigning i søens saltbalance og tab af mange fiskerijobs. Dette har gjort det muligt for danske fiskere at rådgive om udsætning af bl.a. skrubber, som nu fiskes. Det forventes at søen vil være helt forsvundet i 2020, medmindre et FN-projekt med en nordlig dæmning lykkes. Hvor der tidligere var vand, er der nu en masse rustne skibe, som er dømt til at blive hvor de er, på grund af vandmangel.
På øen Vozrozhdeniye i søen havde det sovjetiske biologiske våbenprogram Biopreparat et udendørs testcenter, hvor aber blev udsat for for eksempel miltbrand og pest.

## Henvisning
1. ↑  Aral Sea Looks Like a Painting from Space. Livescience 2015
2. ↑  Report Reveals World's Fourth Largest Lake Now a Deadly Desert. Science Alert 2025
3. ↑  Robert Harris og Jeremy Paxman (2002). A higher form of killing: The secret history of chemical and biological warfare. Arrow Books. ISBN 0-09-944159-4.

45°N 60°Ø / 45°N 60°Ø
- Wikimedia Commons har flere filer relateret til Aralsøen